# Ящер (игра)
Я́щер (также Я́ша, бел. Я́щур) — традиционная летняя народная игра восточных славян, где главным персонажем является «Ящер», избирающий девушек. В одном из вариантов  парень, изображающий «Ящера», должен поцеловать избранницу.

## Вступление
В самом начале игры поётся:

Сидит наш Яша

На золотом стуле,

Ладу, ладу, ладоньки,

На золотом стуле.

Щелкат наш Яшенька

Калёны орешки…

Калёны-калёны,

Девушкам дарёны…

Бабам посулёны…

## Суть игры
Юноша садится в центр круга, а девушки (незамужние) начинают водить вокруг него хоровод. Одна водит:

— Сиди, сиди, Ящер,

В ореховом кусте,

Грызи, грызи, Ящер,

Каленые ядра!

Дам тебе, Ящер,

Красную девку,

Алую ленту!

Потом девушки спрашивают:

— Кто сидит?

— Ящер.

— Что грызет?

— Ядра

— Кого хочет?

— Девку

— Которую?

После чего, парень называет имя и, девушка, чьё имя он назвал, кидает ему платок и садится рядом с ним. Так продолжается, пока он не назовёт всех участниц. Затем они снова становятся в хоровод и пляшут:

— Насиделся, Ящер,

В ореховом кусте.

Насмотрелся, Ящер,

На красных девок,

Отдай же, Ящер,

Алую ленту,

Алую ленту —

Девки Надежи!

После этого юноша («Ящер») раздаёт всем девушкам платки и игра заканчивается.

## Архаический смысл
В настоящее время не существует чётких объяснений как самой игры, так и понятия «Ящер», есть лишь несколько предположений.
Согласно гипотезе историка Б. А. Рыбакова, Ящер представлял собой божество, которого пытались умилостивить, при этом, автор хотя и с оговорками, проводит параллели между Аидом и Ящером. Гипотеза вызвала критику фольклористов, одним из ключевых моментов которой была слабая обоснованность (натянутость) версии академика.
Т. А. Бернштам выдвинула свою версию, где делает осторожный вывод о том, что змей мог быть тотемным предком славян, и принимал участие в мужской инициации. Если с тем, что змей являлся тотемным предком (в виде предка-покровителя), многие не спорят, то роль его в мужской инициации оспаривается.
Есть мнение, что вся игра — это ритуальный брак, который наделял девушку брачной способностью (инициировал).
В восточнославянском обрядовом фольклоре (календарных песнях белорусов, русских обрядовых заговорах) образ Ящера представляется в двух функциональных направлениях — вредоносности по отношению к крупному рогатому скоту и лошадям (то есть к степным скотоводам) и символа земледельческого богатства.
Уникальны представления о Ящере, зафиксированные на территории Западной Белоруссии, в которых Ящер выбирает девушек для замужества, сидя в золотом кресле.

## В современной культуре
- Песня «Ящер» фолк-группы «Иван Купала»[8].